# Now Gallery
De Now Gallery was een Amerikaanse kunstgalerie in de wijk East Village, Manhattan, New York, die actief was in de jaren 1983-1989. Eigenaar en directeur van de galerie was de Pools-Amerikaanse kunstenaar Jacek Tylicki, die met zijn galerie bekend kwam te staan als een vooraanstaand pleitbezorger van jonge, opkomende kunstenaars.
Tot de kunstenaars die in de jaren 1983-1989 in de Now Gallery hebben geëxposeerd, behoren: Jean-Michel Basquiat, Mike Bidlo, Stefan Eins, Ron English, Adam Cvijanovic, John Fekner, Rodney Greenblat, Keith Haring, Ed Kienholz, Mark Kostabi, Greer Lankton, Valery Oisteanu, Stefan Roloff, James Romberger, Willoughby Sharp, Leonid Sokov, Krzysztof Wodiczko en Martin Wong.